# Tercijarne publikacije
Tercijarne publikacije (eng. tertiary publication) su publikacije koje se sastoje od različitih vrsta kazala i vodiča do sekundarnih i primarnih dokumenata.
Tercijarne su publikacije npr. tekući indeksi, bibliografije o bibliografijama, adresari, leksikoni, katalozi i sl. Tercijarni dokument (tercijarna literatura, engl. tertiary document)dokument koji nastaje kao rezultat pretvorbe (npr. konsolidacije ili prepakiranja)raspoloživih primarnih i sekundarnih informacija radi izrade ili njihova prikaza uobliku koji bolje odgovara potrebama korisnika.
Tercijarni dokumenti fizički se često javljaju kao novi pa se mogu tretirati i obrađivati na isti način kao i primarni. Informacije koje oni sadrže nazivaju se tercijarnim informacijama.
Tercijarne – izvedene informacije nastaju konsolidacijom, prepakiranjem, reorganizacijom, evaluacijom, sintezom, kompaktiranjem, kondenzacijom, integracijom raspoloživih primarnih informacija s ciljem da ih se izrazi ili prezentira u obliku koji bolje odgovara potrebama specifičnih korisnika.
One sadrže prvenstveno akumulirano, konsolidirano znanje (ili stav) čovječanstva u nekom momentu o nekoj problematici, predmetu, užoj ili široj disciplini. Mogu se pozivati na primarne dokumente ali to nije uvijek nužno .
Hrvatski naziv, izvedene informacije ukazuje na karakter tih informacije, da su one izvedene iz primarnih – izvornih.
Tercijarni dokumenti u kružnom informacijskom ciklusu nužno nastaju iza primarnih (jer se izvode informacije iz njih) i nakon sekundarnih (jer se autori, sastavljači tercijarnih dokumenata u šumi primarnih informacija nužno oslanjaju na sekundarne u pretraživačkom procesu i identifikaciji relevantnih primarnih izvora informacija).

## Prednosti tercijarnih informacija za korisnike
- pružaju sređeni uvid u mnogobrojne primarne izvore. Korisnik ne mora nabaviti, selektirati, vrednovati, pročitati velik broj primarnih izvora. Umjesto njega to je napravio autor, sastavljač, kompilator, uredništvo tercijarnog dokumenta,
- obično sadrže evaulirane (kritični vrednovane) informacije,
- sadrže trenutačne spoznaje, znanje čovječanstva o nekom predmetu (uz ograničenja da su namijenjeni pojedinim kategorijam korisnika, pa se dopuštaju određene slobode sastavljačima)
- to su ili već konsolidirane informacije ili na putu do konsolidacije,
- najprihvatljiviji su za krajnje korisnike jer se pišu, sastavljaju s određenom namjerom:
- za određeni korisnički korpus što se može razlikovati po uzrastu, po obrazovnoj razini, itd.
- da educiraju ili informiraju površno ili detaljno, da bude pomagalo pri radu,
- da zamjeni čitanje mnogobrojne prethodne primarne izvore iz nekog područja, da daje prikaz stanja tehnike, znanosti, umjetnosti i sl.  u nekom užem ili širem području u datom trenutku,
- uštedi korisniku vrijeme i u tome što korisnik ne mora pregledavati, pretraživati ni sekundarne informacijske izvore na putu do pojedinačnih primarnih informacija, dokumenata,
- za svaki uzrast, za svaki obrazovni nivo omogućuju uvid u (interpretirane) spoznaje čovječanstva
- znanstvencima i stručnjacima omogućuju brži ulazak u nova znanstvena-stručna područja (pregledni radovi i monografije)
- znanstvenicima i stručnjacima omogućuju brži i točniji rad (priručnici, faktografije, standardi i sl.)
- učenicima svih uzrasta prenosi odgovarajuće znanje (udžbenici, enciklopedije, leksikoni i sl.)
- laicima omogućuju upoznavanje s konsolidiranim spoznajnom sferom čovječanstva (enciklopedije, udžbenici, monografije namijenjeni laicima – po uzrastu i “težini”)

## Nedostaci tercijarnih informacija za korisnike
- vremenski najviše kasne, mogu biti neažurni jer autori tih djela moraju pretražiti prvo sekundarne izvore, nabaviti i pročitati primarne izvore, evaluirati nađene informacije, uspoređivati informacije iz različitih izvora,  itd. te na kraju sastviti tercijarnu informaciju, tercijarni dokument; taj proces nužno zahtijeva vrijeme, čak i u eri suvremenih tehnika publiciranja i komuniciranja,
- autor(i), sastavljač(i), urednik(ici) odlučuje(u) o uključenju ili isključenju nekih primarnih informacija u tercijarni dokument, na taj način takav dokument reflektira autorove ili uređivačke subjektivne poglede i stavove – može voditi do krivih interpretacija
- postoji opasnost da se ne raspoznaje ponekad tercijarni dokument od primarnog, naročito u humanističkim disciplinama i u sferi izvan znanosti (kada se promatra forma a ne sadržaj)
- korisnik uzima stariji tercijarni dokument zato što ne zna za noviji ili zato što noviji još ne postoji i usvaja zastarjele spoznaje
- donosi se odluka na osnovi starih spoznaja (a u primarnim su već možda sasvim nove spoznaje)

## Vrsta dokumenata s tercijarnim informacijama
- Pregledni radove svih vrsta ako ne donose nove spoznaje (npr. Annual Reviews in. ., Research Methods in. ., and Progress in. reviews)
- Monografije
- Standardi
- Enciklopedije (enciklopedijske članke)
- Leksikoni
- Almanasi (almanacs and fact books)
- Rječnici (jedno ili višejezične), terminološke i druge
- Kompendije
- Priručnici svih vrsta
- Udžbenici svih vrsta
- Životopisi osim autobiografija
- Komentari, kritike i interpretacije
- Tržišne studije

## Zaključak
Tercijarne publikacije su publikacije koje se sastoje od različitih vrsta kazala i

vodiča do sekundarnih i primarnih dokumenata.

Često se mogu tretirati i obrađivati na isti način kao i primarne publikacije.

Prvenstveno sadrže konsoldirano znanje ili stav čovječanstva,a mogu se i pozivati na 

primarne dokumente ali to nije uvijek nužno.

## Vanjske poveznice
- www.hidd.hr/articles/podjela_informacija.php